# Max Haufler
Max Haufler (né le 4 juin 1910 à Bâle et mort le 25 juin 1965 à Zurich) est un réalisateur et acteur suisse.
Il a notamment filmé la célèbre histoire de Charles-Ferdinand Ramuz, Farinet.

## Filmographie
Réalisateur
- 1937 : Michael Kohlhass
- 1937 : La Faute de l'abbé Mouret
- 1938 : Le Règne de l'esprit malin
- 1939 : Farinet ou L'Or dans la montagne
- 1940 : Ein Mann geht auf Reisen
- 1941 : Gotthardexpress 41
- 1941 : Emil, mer mues hart rede mitenand
- 1943 : Gens qui passent
- 1950 : Der Geist von Allenwil

Acteur
- 1938 : Le Règne de l'esprit malin de Max Haufler : Criblet
- 1939 : Farinet ou L'Or dans la montagne de Max Haufler : un gendarme
- 1954 :  Uli, der Knecht de Franz Schnyder : le charretier